# دان الیویر
دان الیویر (هلندی: Daan Olivier؛ زادهٔ ۲۴ نوامبر ۱۹۹۲) دوچرخه‌سوار اهل هلند است.
از باشگاه‌هایی که در آن رکاب زده‌است می‌توان به تیم سانوب، تیم لوتوان‌ال–یومبو، و تیم دوچرخه‌سواری رابوبانک دولوپمنت اشاره کرد.